# Csanád Csahóczi
Csanád Csahóczi (* 23. Juli 2002) ist ein ungarischer Leichtathlet, der sich auf den Sprint spezialisiert hat.

## Sportliche Laufbahn
Erste internationale Erfahrungen sammelte Csanád Csahóczi im Jahr 2018, als er bei den U18-Europameisterschaften in Győr mit 50,33 s in der ersten Runde im 400-Meter-Lauf ausschied und mit der ungarischen Sprintstaffel (1000 Meter) in 1:56,08 min den siebten Platz belegte. 2025 belegte er bei den World University Games in Bochum in 3:04,55 min den vierten Platz in der 4-mal-400-Meter-Staffel und gelangte in der Mixed-Staffel mit 3:21,52 min auf Rang sechs. 
2024 wurde Csahóczi ungarischer Meister in der 4-mal-400-Meter-Staffel sowie 2025 in der 4-mal-800-Meter-Staffel.

## Persönliche Bestzeiten
- 200 Meter: 21,44 s (−0,2 m/s), 13. Juni 2025 in Zalaegerszeg
- 400 Meter: 46,85 s, 2. Juli 2025 in Veszprém